# 金子鷹之助
金子 鷹之助 （かねこ たかのすけ、1892年11月7日 - 1951年5月7日）は、日本の歴史学者。東京商科大学（現一橋大学）教授を務めたが、日本の降伏後、教職追放令により免官された。

## 人物・経歴
京都市出身。京都府立第二中学校（のちの京都府立鳥羽高等学校）卒業後、1915年東京高等商業学校（のちの一橋大学）本科卒業。1917年同専攻部貿易科を総代で卒業し、同校講師に就任。上田貞次郎門下。1919年同校教授。
1920年東京商科大学附属商学専門部教授。同年から1923年までイギリス、フランス、ドイツに留学。のち、東京商科大学教授兼附属商学部教授となり、1938年に全国高商文化聯合会が設立されると会長に就任。
1947年に教職追放令により米谷隆三、常盤敏太、江沢譲爾とともに免官された。1951年に公職追放指定が解除されたが、同年死去した。ゼミナールの指導学生に経済史家の小原敬士、文芸評論家の瀬沼茂樹など。

## 著作
- 『イエスとパウロ : 基督教社會思想史の一節』同文館 1928年
- 『社会哲学史研究』巌松堂書店 1929年
- 『近世社会経済学説大系 : 高島秋帆．佐久間象山集』誠文堂新光社 1936年
- 『甦生仏印の全貌』愛国新聞社出版部 1941年
- 『熊沢蕃山と佐久間象山』日本放送出版協会 1941年
- 『日本精神と日本産業』科学主義工業社 1941年
- 『世界動乱と新経済史観』厚生閣 1941年
- 『資源と経済』厚生閣 1941年
- 『甦生仏領印度支那の全貌』愛国新聞社出版部 1941年
- 『大東亜経済と青年』潮文閣 1942年
- 『大東亜戦争と経済建設』万里閣 1942年
- 『南方資源と日本経済』東京講演会出版部 1942年
- 『佐久間象山の人と思想』今日の問題社 1943年
- 『オーストラリアニュージーランドの経済資源』（清川正二と共著）日本経国社 1943年
- 『世界経済史研究』紀元社 1944年
- 『大東亜経済の推進』青葉書房 1945年
- 『基督教社会思想史』黎明書房 1948年